# Батич, Григорий Иванович
Григорий Иванович Батич (укр. Григорій Іванович Батич; 8 февраля 1958, Караганда, Казахская ССР, СССР — 24 ноября 2008, Львов, Украина) — советский футболист, нападающий, чемпион мира среди молодёжи (1977), мастер спорта СССР (1977).

## Биография
Родился в казахском городе Караганда, где его отец Иван Батиг (фамилия, из-за ошибки сотрудника НКВД, оформлявшего анкетные данные заключённого, была ошибочно записана как Батич и впоследствии оставшаяся официально), отсидевший 10 летний тюремный срок за участие в рядах Украинской повстанческой армии находился на поселении. Там же Григорий, будучи учеником четвёртого класса, начал заниматься футболом в местной ДЮСШ..
В 1972 году семья вернулась во Львов, и Батич продолжил заниматься футболом в ДЮСШ-4, сначала в группе тренера Владимира Мандзяка, а позже у Ярослава Конича. Весной 1975 года был приглашён в дубль львовских «Карпат».
Вскоре Батич получил приглашение в юношескую сборную СССР. В 1977 году принял участие на проходившем в Тунисе молодёжном чемпионате мира, где советская команда стала чемпионом. Батич отыграл на этом первенстве 3 матча, после чего с диагнозом острый аппендицит был госпитализирован и прооперирован в местной клинике. Победный финал против сверстников из Мексики, был вынужден смотреть со скамейки запасных. За победу на молодёжном первенстве получил звание мастера спорта СССР (мастеров спорта СССР международного класса, из той команды, получили только четыре футболиста — Владимир Бессонов, Андрей Баль, Валентин Крячко и Вагиз Хидиятуллин, уже имевших значки мастеров спорта).
После возвращения из Туниса получал предложения продолжить карьеру от многих клубов высшей лиги, но принял решение не торопиться с выбором, оставшись во Львове. Дебютировал в высшей лиге 10 ноября 1977 года, в матче последнего тура чемпионата «Карпаты» — «Крылья Советов» (Куйбышев). Со следующего сезона стал регулярно играть в основной команде, хотя из-за высокой конкуренции в линии атаки, где играли такие футболисты как Владимир Данилюк, Геннадий Лихачёв, Юрий Цымбалюк, зачастую доводилось выходить на замену, при этом забивая немало важных голов.
В 1982 году после объединения «Карпат» с армейским клубом из Львова Батич и ряд других футболистов покинули команду, перебравшись в кишинёвский «Нистру». Этот период стал одним из наиболее удачных в карьере форварда. Молдавский клуб по итогам сезона занял 2 место в первой лиге и получил путёвку в высший дивизион. Сам же Батич, забив 25 мячей, стал лучшим бомбардиром «Нистру», установив клубный рекорд по забитым голам за сезон. В конце года Батич получил приглашение перейти в киевское «Динамо», но испугавшись высокой конкуренции за место в основном составе клуба, ответил отказом. В следующем сезоне закрепиться в высшей лиге кишинёвская команда не смогла. Батич забил только пять мячей, но и с этим показателем стал лучшим по забитым голам в команде. После окончания чемпионата футболист решил вернуться во Львов и с 1984 года, получив погоны старшего прапорщика, стал игроком СКА «Карпаты».
Сезон 1986 года провёл в черновицкой «Буковине», с 9 голами став лучшим бомбардиром в команде. Следующий год отыграл в ужгородском «Закарпатье». В 1988 году выступал за «Авангард» из Жидачова, игравший на первенство УССР среди коллективов физкультуры. В 1988 году был приглашён во вновь возрождённые «Карпаты», за которые провёл 22 матча в сезоне. Заканчивал игровую карьеру в молдавском клубе «Заря» (Бельцы).
Последние годы жизни злоупотреблял алкоголем. Скончался на 51 году жизни, 24 ноября 2008 года.

## Семья
Был женат, но личная жизнь не сложилась. Бывшая супруга Ирина и дочь Анна проживают в Австрии.

## Достижения
- Чемпион мира среди молодёжи: (1977)
- Победитель первенства первой лиги СССР: (1979)
- Серебряный призёр первенства первой лиги СССР: (1982)